# مجلس آل الوتري
مجلس آل الوتري من المجالس البغدادية المشهورة في جامع الخلفاء قرب سوق الغزل في بغداد، وعائلة آل الوتري هي من العوائل المعروفة والتي تحفل بعلماء الدين ومن الأسر العربية والعريقة التي كانت تقطن المدينة المنورة في السعودية، وهي من أسر العلم والأدب في تلك الديار، وأشتهر منهم محدث الديار الحجازية الشيخ أحمد الظاهر الوتري شيخ علم الحديث في الحرم النبوي، وهاجر قسم من أفراد هذه الأسرة إلى العراق، وأتخذوا من بغداد سكناً لهم فسلكوا طريق الآباء والأجداد في طلب العلم وأسباب الكمال، حتى ذاع صيتهم وعلا مقامهم وأشتهر منهم العلامة الزاهد يحيى الوتري بن السيد قاسم الوتري، مدرس مدرسة الأحمدية في جامع الأحمدية في بغداد، وتخرج على يديه علماء منهم الشيخ عبد الوهاب النائب، والشيخ غلام رسول الهندي، وغيرهم.

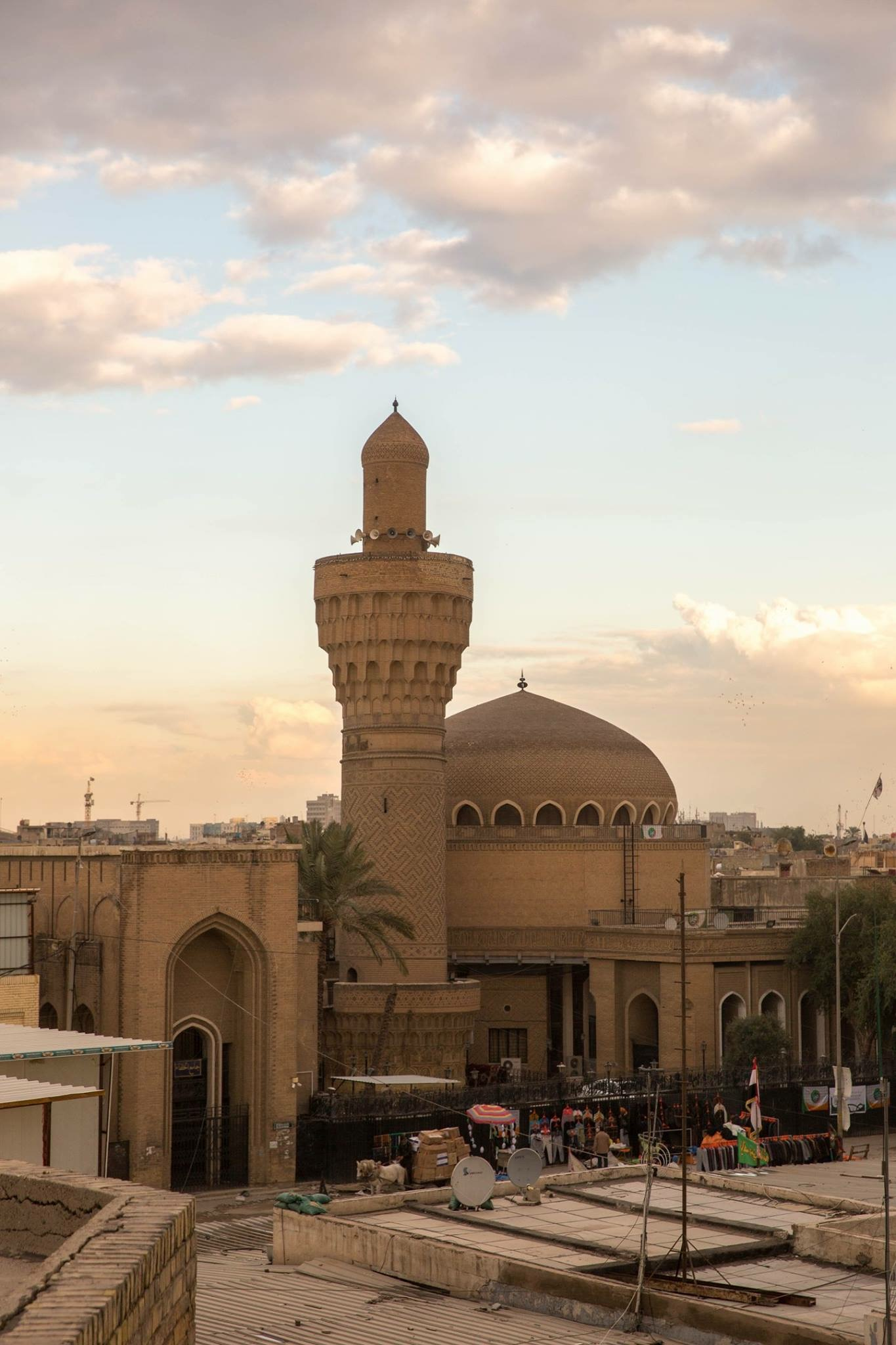
جامع الخلفاء في بغداد والذي كان فيه مجلس آل الوتري

ألف الشيخ يحيى بن قاسم بن جليل الوتري عدة مؤلفات منها كتاب الرسالة الوترية في النحو والبلاغة، وله حاشية على الدرر في الفقه الحنفي، وله رسالة في علم الفلك، وله ثبت مخطوط دون فيه أسانيد صحيحة لأحاديث النبي محمد، وتوفي يحيى الوتري في عام 1341 هـ/1922م، وأعقبه في مجلسه ولده العلامة محمود الوتري الذي توفي عام 1367 هـ/1947م، وخلفه ولده الآخر الطبيب هاشم يحيى الوتري، وأما مجلسهم في جامع الخلفاء فقد اندرس أثره بعد تهديم قسم من الجامع وتقليص مساحته لأجل فتح الشارع العام المسمى حاليا بشارع الجمهورية.